# Paradox (Steppenwolf)
Paradox è l'undicesimo album in studio del gruppo musicale Steppenwolf, pubblicato nel 1984 a nome John Kay & Steppenwolf.

## Tracce
Testi e musiche di John Kay, eccetto dove indicato.

Side 1
1. Watch Your Innocence (Jackie DeShannon, Duane Hitchings) – 3:15
2. Nothin' Is Forever (John Kay, Steven Palmer, Michael Wilk) – 3:37
3. You're the Only One – 5:11
4. The Fixer (Kay, Palmer) – 2:53
5. Give Me News I Can Use – 3:46

Side 2
1. Only the Strong Survive (Jerry Lynn Williams) – 3:36
2. Ain't Nothin' Like It Used to Be – 3:52
3. Slender Thread of Hope – 4:47
4. Tell Me It's All Right (Kay, Palmer) – 3:43
5. Circles of Confusion (Kay, Palmer) – 3:26

## Formazione
- John Kay – chitarra, voce
- Michael Palmer – chitarra, cori
- Gary Link – basso, cori
- Steven Palmer – batteria, percussioni, voce
- Michael Wilk – tastiera, programmazione
- Jackie DeShannon – cori
- Phil Seymour – cori
- Brett Tuggle – cori